# نقطة التحول (علم الاجتماع)

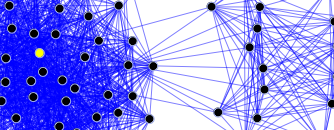

في علم الاجتماع، تُعتبر نقطة التحول ظاهرة نادرة تتحول بسرعة وبشكل كبير لتصبح أكثر شيوعًا. صِيغت هذه العبارة في استخدامها الاجتماعي بواسطة مورتون جرودزينز قياسًا على حقيقة أنه في الفيزياء قد تؤدي إضافة كمية صغيرة من الوزن إلى جسم متوازن إلى إسقاطه فجأة وبشكل كامل.
درس جرودزينز الأحياء الأمريكية المختلطة في أوائل ستينيات القرن السابق. واكتشف أن الأسر ذات البشرة البيضاء تبقى في الحي طالما أن عدد الأسر ذات البشرة السوداء مقارنة بهم صغير جدًا. ولكن عند نقطة معينة عند وصول «عدد كبير جدًا» من العائلات ذات البشرة السوداء تخرج الأسر ذوات البشر البيضاء المتبقية بشكل جماعي في عملية تعرف باسم الهروب الأبيض. أطلق مورتون على هذه العملية اسم «نقطة التحويل». تم توسيع تلك الفكرة والبناء عليها من قبل الحائز على جائزة نوبل توماس شيلينغ في عام 1972. ترتكز فكرة مشابهة على نموذج عتبة مارك جرانوفيتر للسلوك الجماعي.

## استخدامات أخرى
امتدت هذه العبارة أبعد من معناها الأصلي وتم تطبيقها في أي عملية يزيد المعدل فيها بشكل كبير بعد تخطي نقطة معينة. وقد تم تطبيق ذلك في العديد من المجالات بدءًا من الاقتصاد وحتى البيئة البشرية  وصولاً إلى علم الأوبئة. ويمكن أيضًا مقارنتها بتحول الحالة في الفيزياء أو توزيع السكان في نظام بيئي غير متوازن.
بشكل رياضي، يمكن رؤية زاوية الاستقرار كتشعب. فينظرية التحكم، يصف مفهوم التغذية الراجعة الإيجابية الظاهرة نفسها والتعامل مع مشكلة توازن بندول مقلوب باعتبارها تجسيدًا كلاسيكيًا. تم تطبيق المفهوم أيضًا على القبول الشعبي للتقنيات الجديدة على سبيل المثال تستخدم لشرح نجاح نظام الفيديو في إتش إس (VHS) عن بيتماكس (Betamax).

## في الثقافة الشعبية
شاع هذا المصطلح في تطبيقات الحياة اليومية من خلال كتاب مالكولم جلادويل الأكثر مبيعًا لعام 2000 وهو 'نقطة التحول: كيف يمكن للأمور البسيطة أن تحدث اختلافًا كبيرًا.

## وصلات خارجية
- Tipping Point-Net Version (Robert Paterson's Weblog)